# Guilvinec
Guilvinec (bretonsko ar Gelveneg) je ribiško naselje in občina v severozahodnem francoskem departmaju Finistère regije Bretanje. Naselje je leta 2008 imelo 2.998 prebivalcev.

## Geografija
Kraj leži v pokrajini Bigouden na skrajnem jugozahodu Bretanjskega polotoka, 31 km jugozahodno od Quimperja.

## Uprava
Guilvinec je sedež istoimenskega kantona, v katerega so poleg njegove vključene še občine Loctudy / Loktudi, Penmarc'h, Plobannalec-Lesconil / Pornaleg-Leskonil in Treffiagat / Triagad s 17.765 prebivalci.
Kanton Guilvinec je sestavni del okrožja Quimper.

## Zanimivosti
- kapela sv. Trevorja iz 15. stoletja,
- dvorec Manoir de Kergoz z golobnjakom, iz 16. stoletja,
- menhir de Lanvar, granitni megalit iz obdobja med neolitikom in bronasto dobo, ok. 3000 let pred našim štetjem.

## Pobratena mesta
- Sévrier (Haute-Savoie, Francija);